# Jacob Fortune-Lloyd
Jacob Fortune-Lloyd est un acteur britannique né le 18 janvier 1988 à Hillingdon en Angleterre.

## Filmographie

### Cinéma
- 2015 : Royal Shakespeare Company: The Merchant of Venice : Bassanio
- 2015 : RSC Live: Othello : Cassio
- 2017 : La Maison biscornue : Brent
- 2018 : L'Importance d'être Constant : John Worthing
- 2019 : Star Wars, épisode IX : L'Ascension de Skywalker : un officier naval Sith
- 2021 : La Dernière Lettre de son amant : Andrew
- 2021 : Capture : Jamie
- 2022 : Canyon Del Muerto : Jean Charlot
- 2022 : Coup de théâtre : Gio
- 2023 : Les Trois Mousquetaires : D'Artagnan : le duc de Buckingham
- 2023 : Les Trois Mousquetaires : Milady : le duc de Buckingham
- 2024 : Midas Man : Brian Epstein
- 2024 : First Sight : Antony

### Télévision
- 2015 : Dans l'ombre des Tudors : Francis Weston (5 épisodes)
- 2016 : The Collection : Cesar (3 épisodes)
- 2018 : Les Enquêtes de Morse : Don Mercer (1 épisode)
- 2018 : Les Médicis : Maîtres de Florence : Francesco Salviati (7 épisodes)
- 2020 : Strike Back : Spiegel (2 épisodes)
- 2020 : Le Jeu de la dame : D.L. Townes (3 épisodes)
- 2021 : Inspecteur Barnaby : Gideon Tooms (1 épisode)
- 2023 : Le Pouvoir : Ricky Monke (6 épisodes)
- 2023 : The Great : Grigory Petrov (6 épisodes)
- 2023 : Bodies : Charles Whiteman (8 épisodes)